# NGC 6993
NGC 6993 é uma galáxia espiral (Sc) localizada na direcção da constelação de Capricornus. Possui uma declinação de -25° 28' 20" e uma ascensão recta de 20 horas, 53 minutos e 54,0 segundos.
A galáxia NGC 6993 foi descoberta em 1886 por Frank Leavenworth.